# Северо-Западное викариатство
Северо-Западное викариатство — викариатство Московской епархии Русской православной церкви, объединяющее благочиния в Северо-Западном и Зеленоградском административных округах города Москвы.
Управляющим Северо-западным викариатством является епископ Наро-Фоминский Никандр (Пилишин).
Северо-западное викариатство образовано 27 декабря 2011 года.

## Управляющие архиереи
- Марк (Головков) (22 декабря 2010 — 28 декабря 2011), архиеп. Егорьевский, викарий Московской епархии — окормлял приходские храмы на территории Северо-западного административного округа города Москвы (Успенское благочиние)[2]
- Марк (Головков) (31 декабря 2011 — 3 ноября 2015) архиеп. Егорьевский, викарий Патриарха Московского и всея Руси[1]
- Парамон (Голубка) (3 ноября 2015 — 28 февраля 2019), еп. Бронницкий, викарий Патриарха Московского и всея Руси[3].
- Фома (Демчук) (с 28 февраля 2019 года), еп. Бронницкий, викарий Патриарха Московского и всея Руси[4].
- Парамон (Голубка) (с 3 сентября 2020 — 11 октября 2023), еп. Наро-Фоминский, викарий патриарха Московского и всея Руси[5]
- Никандр (Пилишин) (с 11 октября 2023)

## Успенское благочиние
Успенское благочиние объединяет храмы районов Строгино, Щукино, Хорошево-Мневники и Покровское-Стрешнево Северо-Западного административного округа города Москвы. Благочинный округа — иерей Андрей Шумкин, настоятель храма святителя Николая Мирликийского в Щукине 

## Спасское благочиние
Спасское благочиние объединяет храмы районов Куркино, Северное Тушино, Южное Тушино, Митино Северо-Западного административного округа г. Москвы.. Благочинный округа — иерей Игорь Константинов, настоятель храма Владимирской иконы Божией Матери в Куркине.

## Зеленоградское благочиние
Зеленоградское благочиние объединяет храмы и приходы Зеленоградского административного округа. Благочинный — протоиерей Константин Михайлов.

## Галерея

Храм Живоначальной Троицы в Хорошёве
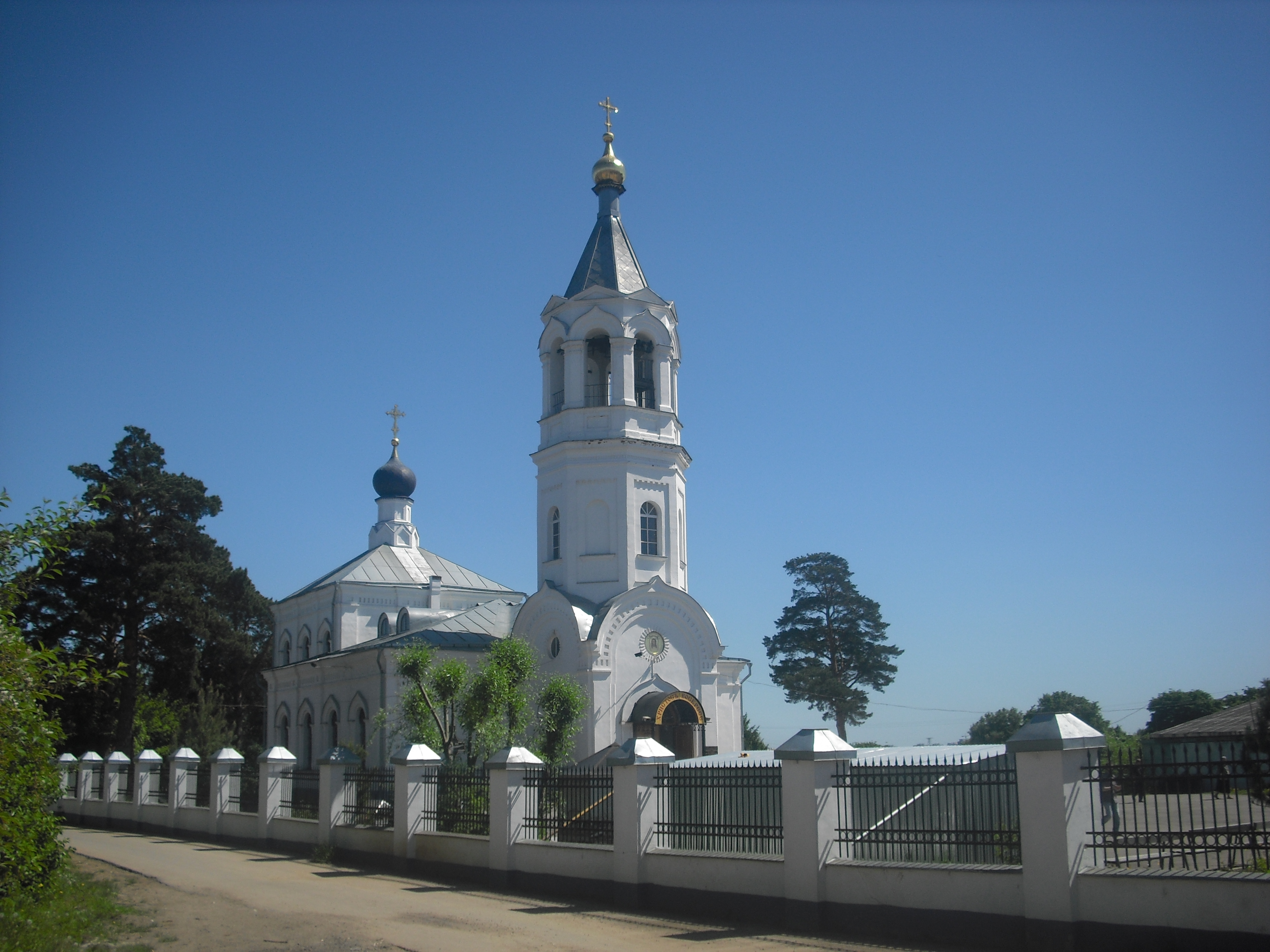
Храм Рождества Христова в Митине
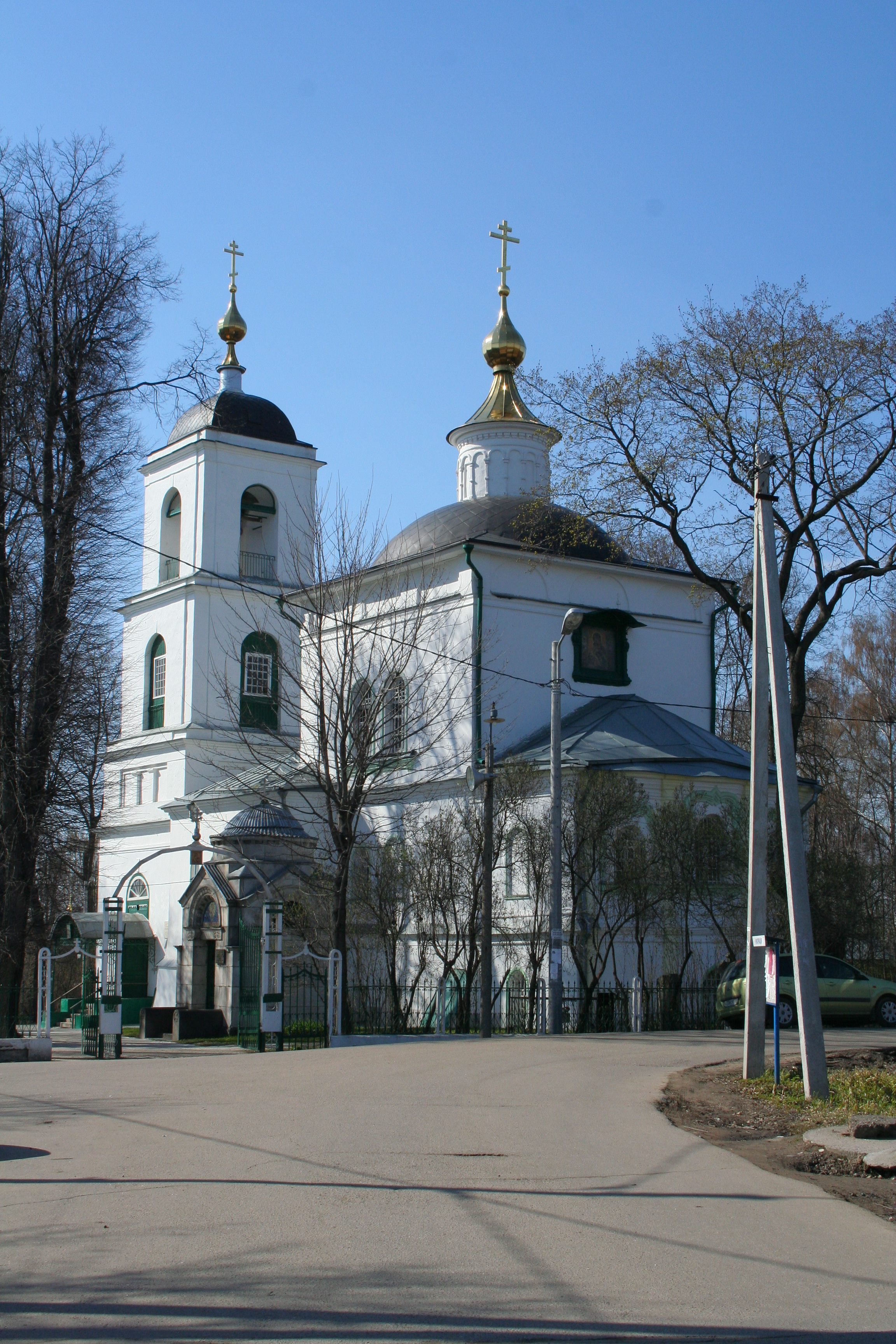
Церковь Владимирской иконы Божией Матери в Куркине
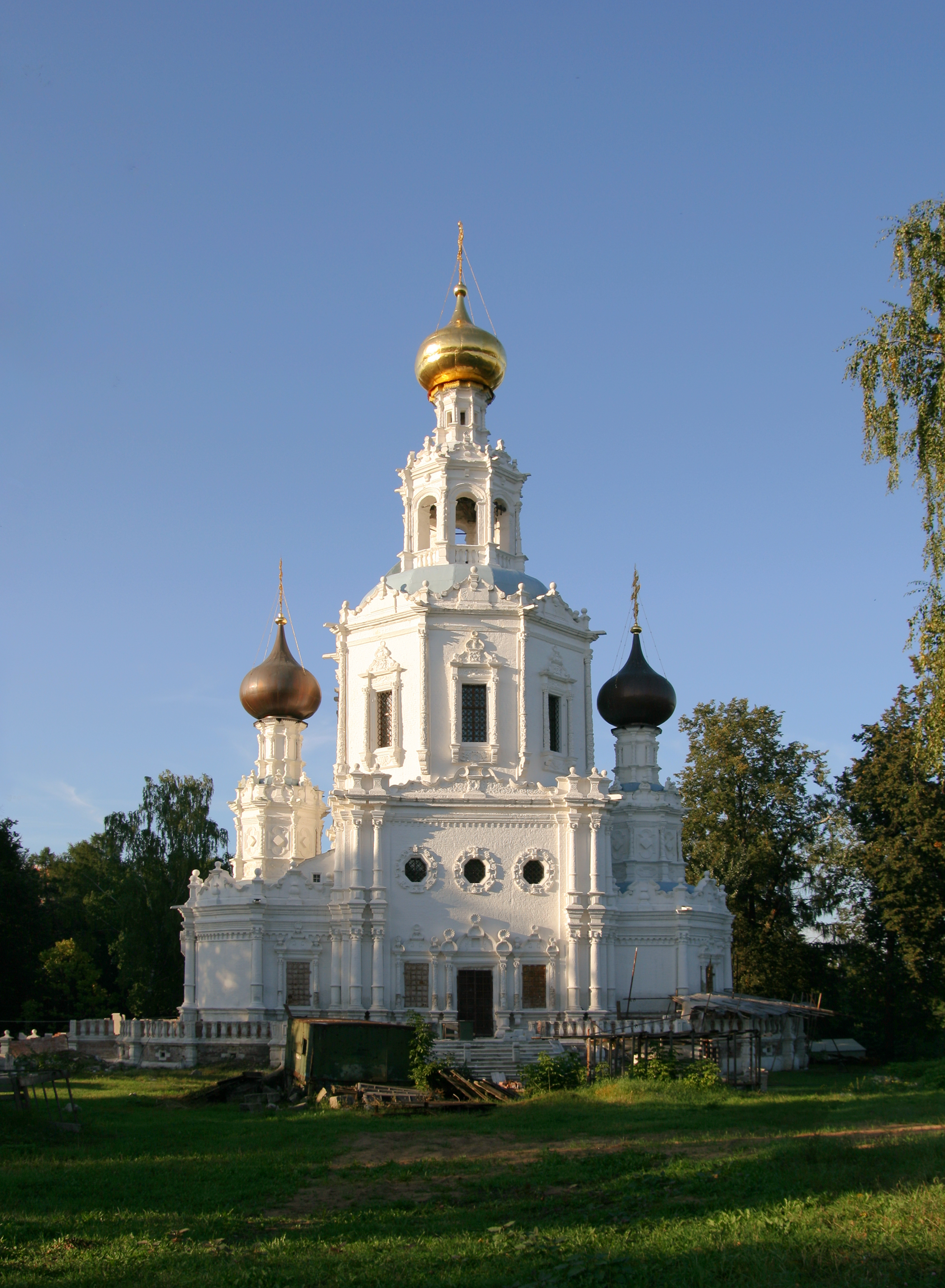
Троицкая церковь (Троице-Лыково)